# Namibská poušť
Namibská poušť je rozlehlá poušť v jihozápadní Africe. Jméno „Namib“ znamená podle místního jazyka „nesmírný“ nebo „velká prázdnota“ a zakládá se na pravdě, neboť poušť zabírá plochu 50 000 km² a rozprostírá se v délce 1686 km podél Atlantského oceánu na pobřeží státu Namibie (který dostal podle pouště své jméno). Její šířka (od západu na východ) se pohybuje od 50 do 160 km. Částí zasahuje také do jihozápadní oblasti Angoly. Řeka Kuiseb rozděluje poušť na dvě přibližně stejné části, zatímco pro severní část jsou typické skalnaté útesy, propasti a štěrková pole, pro jižní je charakteristický písek.

## Bližší popis

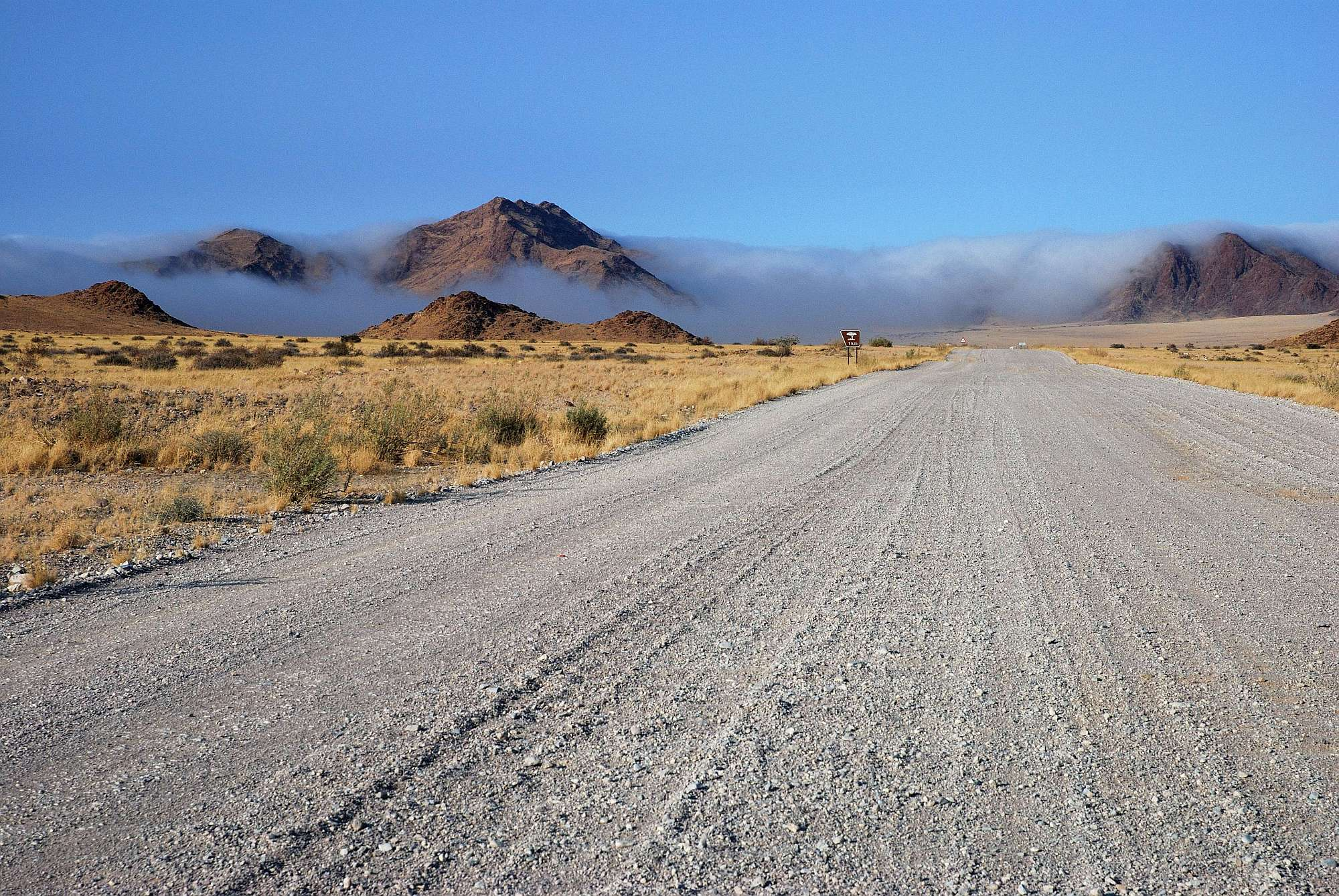
Ranní mlha nad mořem poblíž Sossusvlei - Namibská poušť

Území je považováno za nejstarší poušť na světě, protože zde suché podmínky panují již nejméně 80 milionů let. Její extrémní suchost je způsobena tlakovou níží mrazivého vzduchu, která se stáčí podél pobřeží. Tato tlaková níže je způsobena benguelským proudem lemujícím západní pobřeží Afriky od mysu Dobré naděje až po Guinejský záliv. Každoročně zde spadne pouhých 10 mm dešťů. Díky tomu je poušť téměř celá vyprahlá.
I když je poušť převážně neosídlená a nedostupná, jsou zde sezónní osídlení v místě zvaném Sesriem, které leží nedaleko skupiny písečných dun, které jsou vysoké až 340 metrů a jsou tak nejvyšší na světě. Dostat se sem dá nejlépe lehkým letadlem z Windhoeku (hlavního města Namibie, vzdáleného asi 500 km od středu pouště), Swakopmundu a Walvis Bay nebo sítí nezpevněných cest.
Interakce mezi vodou nasyceným větrem z moře a suchým vzduchem z pouště vytváří u pobřeží mlhu a silné proudy, které způsobují, že námořníci ztratí cestu. U Pobřeží koster je oblast proslulá vraky lodí, které ztroskotaly kvůli této mlze. Některé z těchto vraků leží až 50 metrů na pevnině díky pozvolnému postupu pouště na západ.
Nachází se zde mnoho neobvyklých druhů rostlin a zvířat, které se vyskytují jen zde. Nejznámějším příkladem endemitů je rostlina welwitschie podivná, která se může dožít až 500 let. Dalšími příklady jsou ještěři a hmyz, kteří zdánlivě tančí, což je způsobeno příliš horkým pískem pro jejich nohy. Proto soustavně nadzvedávají jednu a druhou nohu, aby je ochladili.
Namibská poušť je důležitou lokací pro těžbu wolframu, soli a diamantů. Na jihu pouště se proto rozprostírá uzavřená oblast, která je vyhrazena pro těžbu diamantů.

## Světové dědictví UNESCO
Velká část pouště je chráněná v některém z namibijských národních parků. V roce 2013 bylo celkem 30777 km² pouštní krajiny zařazeno mezi světové přírodní dědictví UNESCO.

## Fotogalerie

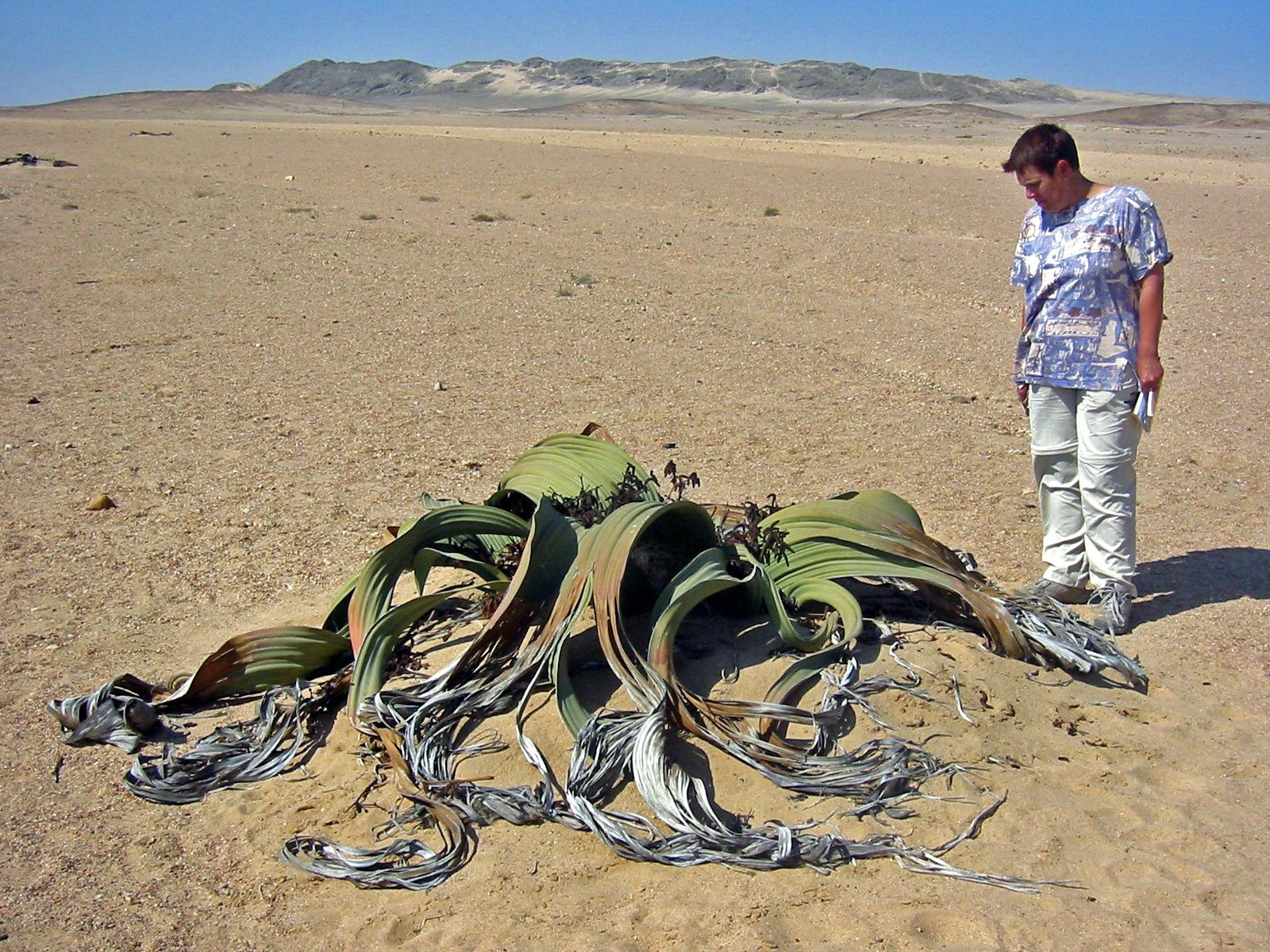
Rostlina rodu Welwitschia
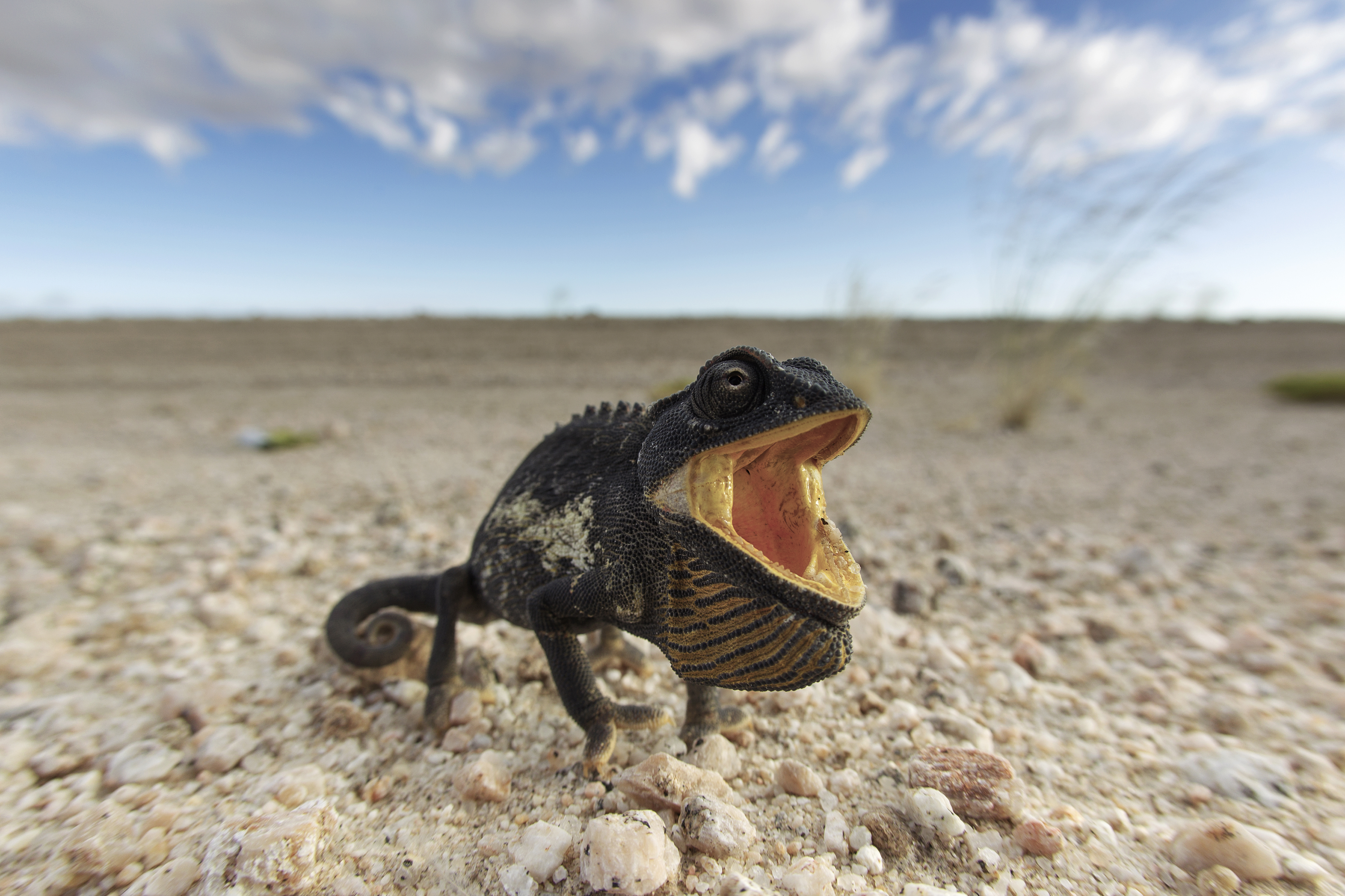
Chameleon v Namibské poušti

## Namibská poušť ve filmu
Poušť Namib – boj o přežití – německý dokumentární film z roku 2009.